# I. e. 599
Évszázadok: i. e. 7. század – i. e. 6. század – i. e. 5. század
Évtizedek: i. e. 640-es évek – i. e. 630-as évek – i. e. 620-as évek – i. e. 610-es évek – i. e. 600-as évek – i. e. 590-es évek – i. e. 580-as évek – i. e. 570-es évek – i. e. 560-as évek – i. e. 550-es évek – i. e. 540-es évek
Évek: i. e. 604 – i. e. 603 – i. e. 602 – i. e. 601 –  i. e. 600 – i. e. 599 – i. e. 598 – i. e. 597 – i. e. 596 – i. e. 595 – i. e. 594

## Események
- Jójákim júdai király lázadása miatt II. Nabú-kudurri-uszur elfoglalja Jeruzsálemet, az elitet Babilónia területére deportálja a templom kincseivel együtt.

## Születések
- Mahávíra, a dzsainizmus alapítója